# Heinrich Laber

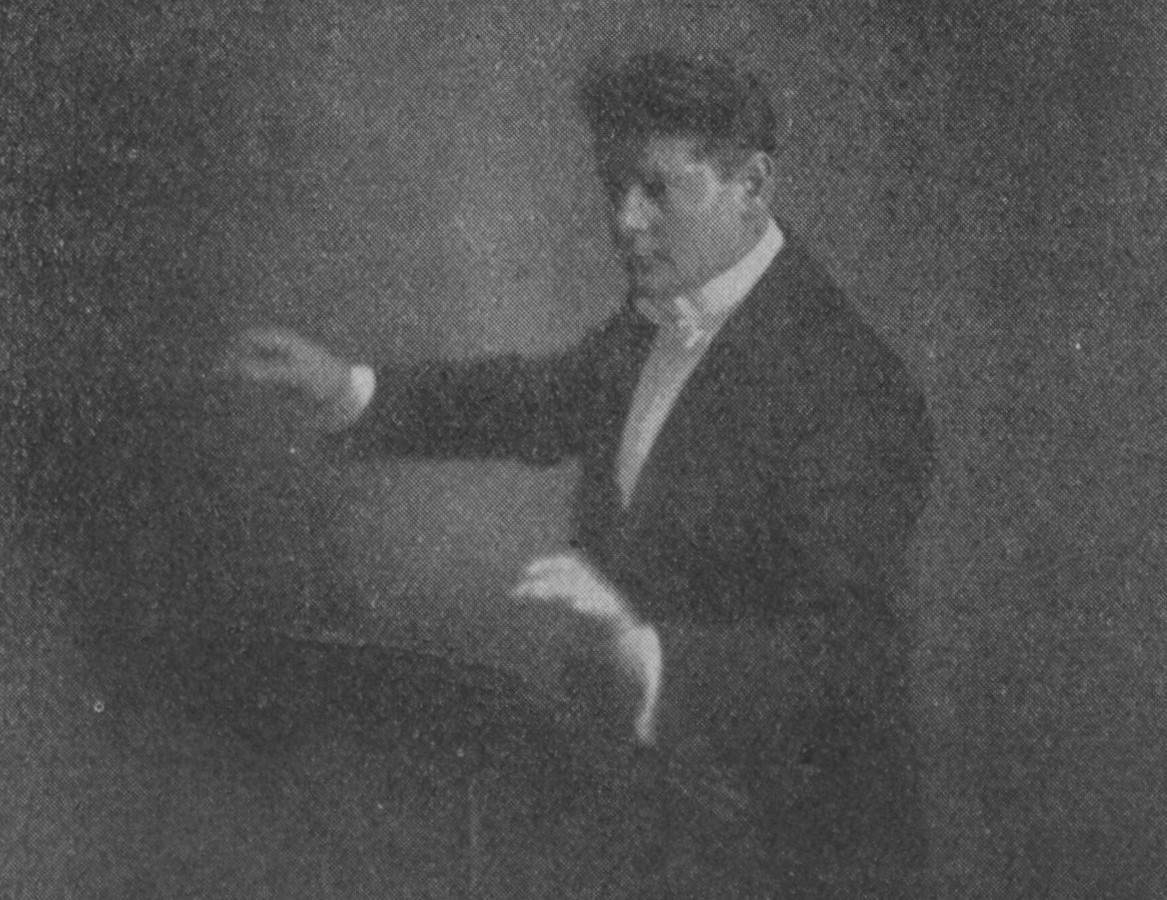
Heinrich Laber, um 1928

Heinrich Laber (* 11. Dezember 1880 in Ellingen; † 2. März 1950 in Gera) war ein deutscher Dirigent und Kapellmeister.

## Leben und Werk
Heinrich Laber war Schüler der Münchner Akademie und wurde dort ursprünglich als Violinist ausgebildet. Er wirkte als Konzertmeister in München, Bern, Augsburg und Baden-Baden. Dann absolvierte er ein Kapellmeistervolontariat am Stuttgarter Hoftheater. 1913 wurde er Dirigent des Nürnberger Lehrergesangsvereins. 1914 wurde er Hofkapellmeister in Gera. 1920 wurde Laber zum Professor ernannt. Er wurde in die Musikverständigenkammer Thüringens berufen und arbeitete als Bundeschormeister des Sängerbundes und als städtischer Musikbeauftragter der Stadt Gera und in anderen Fachgremien aktiv mit.
Heinrich Laber schrieb auch Chöre und Lieder.
Als Ehrung für das Dirigat der „Spanischen Komponistenabende“ in den deutschen Reichssendern erhielt Laber im März 1938 vom spanischen Diktator Francisco Franco ein Foto von ihm mit herzlich gehaltenem Begleitschreiben.
Am 2. März 1950 erlag Heinrich Laber in Gera einem Herzversagen.